# Rock Falls (Iowa)
Rock Falls es una ciudad ubicada en el condado de Cerro Gordo en el estado estadounidense de Iowa. En el Censo de 2010 tenía una población de 155 habitantes y una densidad poblacional de 283,63 personas por km².

## Geografía
Rock Falls se encuentra ubicada en las coordenadas 43°12′25″N 93°5′14″O / 43.20694, -93.08722. Según la Oficina del Censo de los Estados Unidos, Rock Falls tiene una superficie total de 0.55 km², de la cual 0.55 km² corresponden a tierra firme y (0%) 0 km² es agua.

## Demografía
Según el censo de 2010, había 155 personas residiendo en Rock Falls. La densidad de población era de 283,63 hab./km². De los 155 habitantes, Rock Falls estaba compuesto por el 98.71% blancos, el 0% eran afroamericanos, el 0% eran amerindios, el 0.65% eran asiáticos, el 0% eran isleños del Pacífico, el 0% eran de otras razas y el 0.65% pertenecían a dos o más razas. Del total de la población el 0% eran hispanos o latinos de cualquier raza.